# Référendums de 2024 en Alaska
Deux référendums ont lieu le 5 novembre 2024 en Alaska afin de permettre à la population de se prononcer sur des initiatives populaires, dite Mesure 1 et Mesure 2.
La première vise à augmenter le salaire minimum, tandis que la seconde a pour but de revenir sur l'instauration en 2020 du vote à second tour instantané comme mode de scrutin pour les élections, en revenant au scrutin uninominal majoritaire à un tour.

## Contexte
Les électeurs alaskiens disposent du pouvoir de provoquer la tenue de référendum d'origine populaire sur des propositions de loi ou sur le veto d'une loi votée par le parlement de l’État. Pour ce faire, les proposant doivent collecter les signatures d'au moins 10 % du total des voix aux dernières élections à l'échelle de l’État, soit en 2024 un total de 26 705 signatures. Ces signatures doivent provenir d'au moins 30 des 40 districts utilisés pour les élections de la Chambre des représentants de l'Alaska, avec un minimum dans chacun d'eux équivalent à 7 % des voix émises dans chaque district lors des dernières élections de la Chambre. Cette dernière peut également soumettre à référendum des lois ou des révisions de la constitution de l'Alaska.

### Salaire minimum
Dans un contexte de forte hausse de l'inflation, la première mesure mise au vote vise principalement à augmenter graduellement le salaire minimum à 15 dollars de l'heure d'ici au 1er juillet 2027. Le salaire minimum en Alaska au moment du référendum est alors de 11,73 dollars de l'heure
Est également concernée la possibilité pour un employé de bénéficier d'un montant maximum de 56 heures de congés maladie par an si son employeur a au moins quinze salariés, ou 40 heures si l'employeur en a moins.
Enfin, la mesure interdit à un employeur d'infliger une sanction à un employé qui refuse d'assister à des meetings financés par l'employeur sur des sujets politiques ou religieux.

### Fin du vote à second tour instantané
Une précédente initiative populaire approuvée par référendum en novembre 2020 aboutit à la mise en place du vote à second tour instantané, en complément d'un système de primaires ouvertes communes pour les élections internes à l’État.
Le système consiste ainsi a faire s'opposer l'ensemble des candidats des différentes partis au sein d'une grande primaire ouverte où plusieurs candidats d'un même parti peuvent s'affronter, et à laquelle l'ensemble des électeurs peut voter. Les quatre candidats arrivés en tête tous partis confondus sont qualifiés pour l'élection proprement dite, organisée en un seul tour au vote à second tour instantané. Les électeurs classent les candidats par ordre de préférence, et les candidats ayant reçu le moins de voix sont éliminés avec un report des secondes préférences de leurs électeurs jusqu'à ce qu'un candidat ait obtenu la majorité absolue. La proposition de loi est approuvée par un peu plus de la moitié des suffrages exprimés. Le nouveau système voit sa constitutionnalité confirmée le 30 juillet 2021 par la Cour supérieure de l'Alaska, avant d'être utilisé pour la première fois lors de l'élection gouvernorale de 2022,.
L'initiative populaire de 2024 propose de mettre fin à ce système de primaires ouvertes ainsi qu'au vote à second tour instantané, et de revenir au système antérieur, qui consistait en des primaires organisées par chaque parti en son sein, et des élections au scrutin uninominal majoritaire à un tour.

## Résultats

### Mesure 1
| Choix                     | Votes   | %   |
| ------------------------- | ------- | --- |
| Pour                      | 183 744 |     |
| Contre                    | 160 230 |     |
|                           |         |     |
| Votes valides             |         |     |
| Votes blancs et invalides |         |     |
| Total                     |         | 100 |
| Abstention                |         |     |
| Inscrits/Participation    |         |     |

### Mesure 2
| Choix                     | Votes   | %   |
| ------------------------- | ------- | --- |
| Pour                      | 160 230 |     |
| Contre                    | 160 973 |     |
|                           |         |     |
| Votes valides             |         |     |
| Votes blancs et invalides |         |     |
| Total                     |         | 100 |
| Abstention                |         |     |
| Inscrits/Participation    |         |     |